# Гагаев, Борис Михайлович
Борис Михайлович Гагаев (20 июля 1897, Казань — 1 августа 1975, там же) — советский математик, специалист в области дифференциальных уравнений, теории функций вещественной переменной и истории математики. Профессор Казанского университета. Основал в Казанском университете кафедру математического анализа и более 40 лет руководил этой кафедрой. Воспитал множество учеников, среди которых несколько крупных математиков.

## Биография
Борис Михайлович Гагаев родился 20 июля 1897 года в Казани в семье служащего. В годы обучения в гимназии увлёкся математикой, а после окончания гимназии в 1916 году поступил на математическое отделение физико-математического факультета Казанского университета. Под руководством профессора Н. Н. Парфентьева Б. М. Гагаев занимался теорией функций действительного переменного, расходящимися рядами, дифференциальными и интегральными уравнениями.
С 1923 года до конца жизни Б. М. Гагаев преподавал в Казанском университете. После окончания университета в 1923 году он был оставлен научным сотрудником при кафедре математики. После учреждения в Казанском университете аспирантуры Б. М. Гагаев стал аспирантом Н. Н. Парфентьева.
Окончив аспирантуру в 1929 году, Б. М. Гагаев стал доцентом кафедры математики, а с 1934 года заведовал созданной им кафедрой математического анализа. В 1936 году он был утверждён в учёной степени доктора физико-математических наук без защиты диссертации. В 1934—1941 и 1944—1947 годах он заведовал также сектором анализа Научно-исследовательского института математики и механики имени Н. Г. Чеботарева при КГУ. В 1945—1947 годах Б. М. Гагаев — декан физико-математического факультета Казанского университета.
Одновременно с работой в Казанском университете Б. М. Гагаев с 1927 года преподавал в Казанском педагогическом институте, а впоследствии заведовал там кафедрой высшей алгебры и элементарной геометрии.
В годы Великой Отечественной войны он работал с 1943 по 1945 гг. старшим инженером аэродинамической лаборатории Казанского авиационного института.
Много внимания Б. М. Гагаев уделял воспитанию математической молодежи. Среди его учеников немало крупных математиков: академик АН Белорусской ССР Ф. Д. Гахов, член-корреспондент АН Киргизской ССР Я. Б. Быков, профессора Г. С. Салехов, М. А. Пудовкин, Ю. Г. Борисович, И. А. Киприянов, В. Н. Монахов, Г. А. Фрейман. Всего Б. М. Гагаев воспитал более 60 кандидатов физико-математических наук.
Б. М. Гагаев награждён орденом Ленина, орденом Трудового Красного Знамени, медалями.

## Научные исследования
В период обучения в аспирантуре Б. М. Гагаев написал свои первые научные работы по дифференциальным и интегральным уравнениям.
Однако в 1926 году он познакомился с легендарной диссертацией Н. Н. Лузина «Интеграл и тригонометрический ряд», в которой было сформулировано много нерешённых задач по теории функций действительного переменного. Под влиянием этой диссертации Б. М. Гагаев начал работать в области теории функций. Его привлекла одна из задач Н. Н. Лузина: найти все полные ортогональные системы функций, инвариантные относительно операции дифференцирования. Доказав, что только стандартная тригонометрическая система удовлетворяет этому условию, Б. М. Гагаев сделал доклад на эту тему в 1927 г. на Всероссийском математическом съезде, на котором присутствовал сам Н. Н. Лузин, и опубликовал этот результат в 1929 г в Докладах Французской академии наук по представлению М. Планшереля. Через некоторое время Планшерель заметил пробел в этом доказательстве, в результате чего выявилась ещё одна система функций, удовлетворяющая условию. А в 1937 году независимо от Гагаева и Планшереля этот результат переоткрыл Б. В. Гнеденко.
В 1928 г. Б. М. Гагаев опубликовал работу о классе функций Бэра, в которой указал необходимые и достаточные условия для того, чтобы предел сходящейся последовательности функций класса Бэра был функцией того же класса. Им также были решены некоторые вопросы сходимости ортогональных рядов.
В дальнейшем Б. М. Гагаев совместно со своими учениками обратился к исследованию полигармонических функций и их обобщений. Он нашёл признаки нормальности семейства полигармонических функций (1937) и функций, удовлетворяющих эллиптическому уравнению (1938).
Б. М. Гагаев исследовал ортогональные полиномы, равномерно ограниченные вместе с весом (1940), занимался обобщённой Н. Г. Чеботаревым проблемой Н. Н. Лузина: найти систему функций, ортогональных относительно веса q(x), производные которых ортогональны относительно веса p(x). Ему удалось ослабить условия, при которых эта проблема была решена Н. Г. Чеботаревым. В 1957 г. Б. М. Гагаев доказал, что если не требовать замкнутости системы функций или системы производных, то можно, исходя из любой системы ортогональных относительно веса q(x) функций, построить систему их линейных комбинаций, которые тоже будут ортогональны относительно веса p(x). Таким образом, он выявил существенность требования замкнутости.
С 1948 г. Б. М. Гагаев совместно с учениками начал заниматься функциональным анализом. В работе «О сходимости в банаховых пространствах» он изучил взаимоотношения между различными видами сходимости, промежуточными между слабой и сильной сходимостью.
Б. М. Гагаеву принадлежат исторические обзоры по теории ортогональных функций и развитию математики в Казани и в СССР.